# India durante la Compañía Británica de las Indias Orientales
India durante la Compañía Británica de las Indias Orientales (también conocido como Raj de la Compañía, del hindi rāj, tdl. ‘gobierno’) se refiere a las regiones del subcontinente indio bajo el control de la Compañía Británica de las Indias Orientales (EIC). La EIC, fundada en 1600, estableció su primer puesto comercial en la India en 1612 y expandió gradualmente su presencia en la región durante las décadas siguientes. Durante la guerra de los Siete Años, la Compañía de las Indias Orientales inició un proceso de rápida expansión en la India que dio como resultado que la mayor parte del subcontinente cayera bajo su dominio en 1857, cuando estalló la rebelión india de 1857. Después de que la rebelión fuera reprimida, la Ley de Gobierno de la India de 1858 dio como resultado que los territorios de la EIC en la India fueran administrados por la Corona. La Oficina de la India administró los antiguos territorios de la EIC, que se conocieron como el India británica.
Se cree que el rango de fechas comenzó en 1757 después de la batalla de Plassey, cuando el nabab de Bengala Siraj ud-Daulah fue derrotado y reemplazado por Mir Jafar, quien contaba con el apoyo de la Compañía Británica de las Indias Orientales; o en 1765, cuando a la Compañía se le concedió el diwani, o el derecho a recaudar ingresos, en Bengala y Bihar; o en 1773, cuando la Compañía abolió el gobierno local (Nizamat) en Bengala y estableció una capital en Calcuta, nombró a su primer gobernador general de Fort William, Warren Hastings, y se involucró directamente en el gobierno. La Compañía de las Indias Orientales expandió significativamente su influencia en todo el subcontinente indio después de las guerras anglo-mysore, las guerras anglo-maratha y las guerras anglo-sij. Lord William Bentinck se convirtió en el primer gobernador general de la India en 1834 bajo la Ley de Gobierno de la India de 1833.